# Tren Urbano (San Juan)

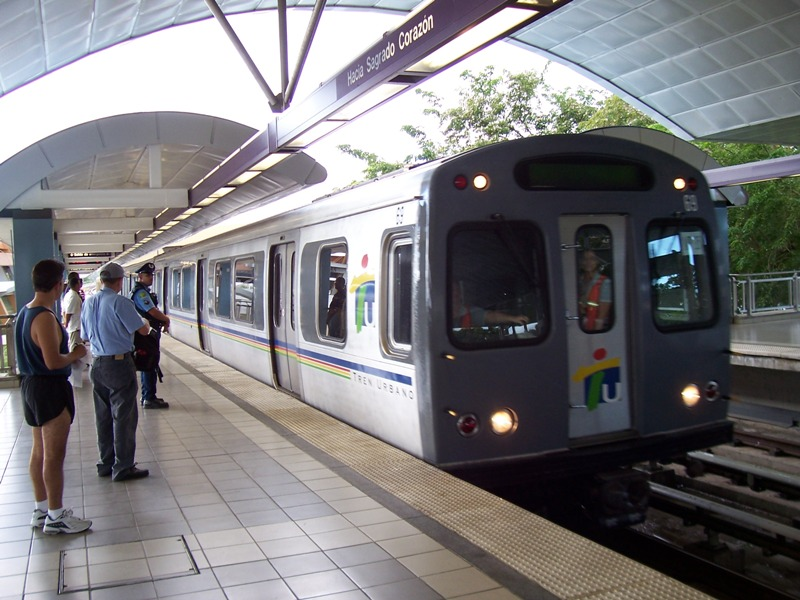
Ein Zug der Tren Urbano von San Juan im Bahnhof Bayamón

Als Tren Urbano (spanisch) oder Urban Train (englisch) wird die vollautomatisierte U-Bahn-Linie der puerto-ricanischen Hauptstadt San Juan bezeichnet. Die 2005 eröffnete Strecke ist 17,2 Kilometer lang und hat 16 Stationen. Die U-Bahn ist das einzige Schienenverkehrssystem auf der Insel Puerto Rico und das erste U-Bahnsystem in der Karibik.
Der Tren Urbano San Juan ist seit seiner Eröffnung Teil des integrierten Bussystems der Autoridad Metropolitana de Autobuses. Der gesamte öffentliche Nahverkehr wird von der Alternativa de Transporte Integrado betrieben.

## Betrieb

### Strecke

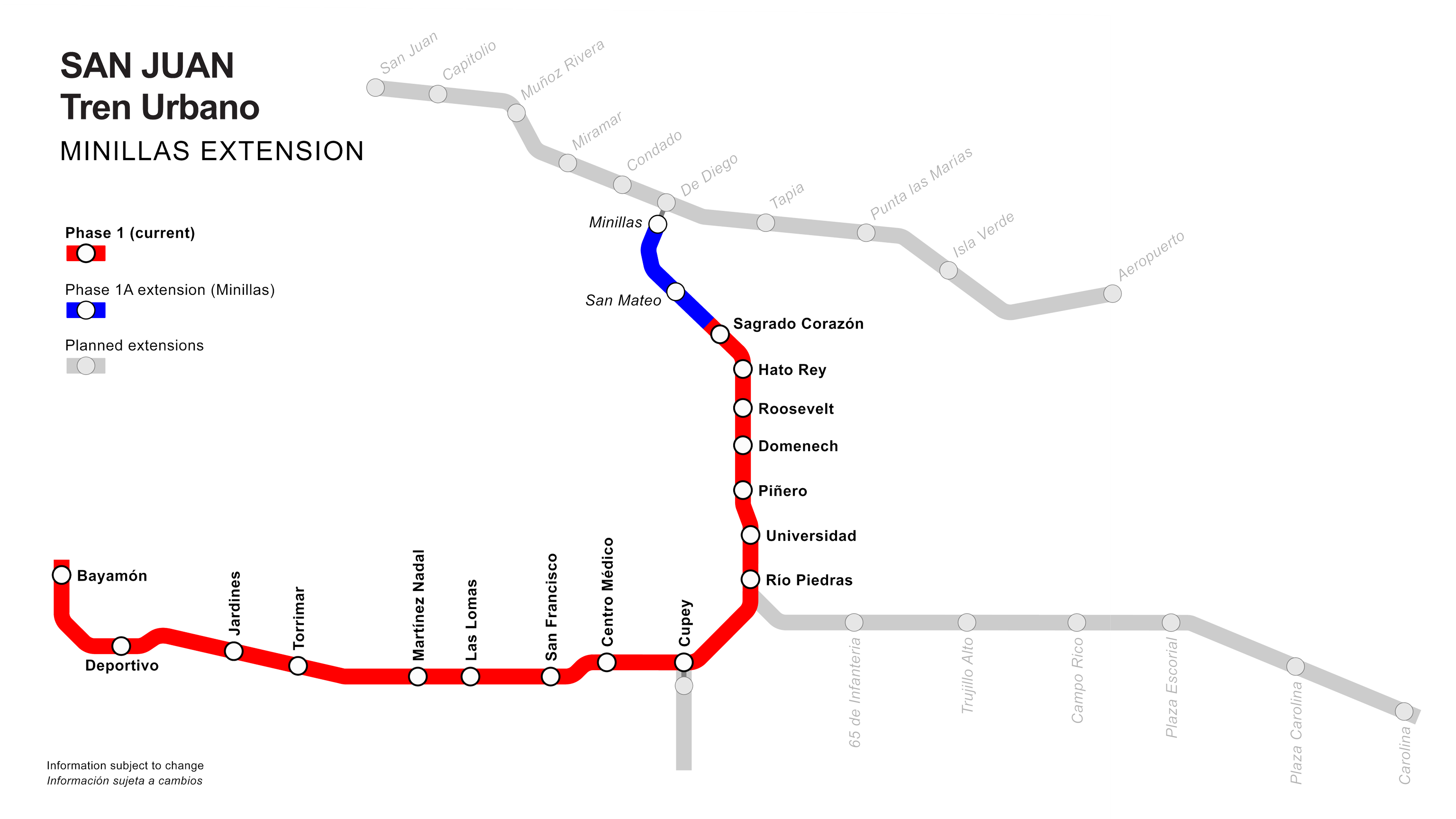
Streckenverlauf

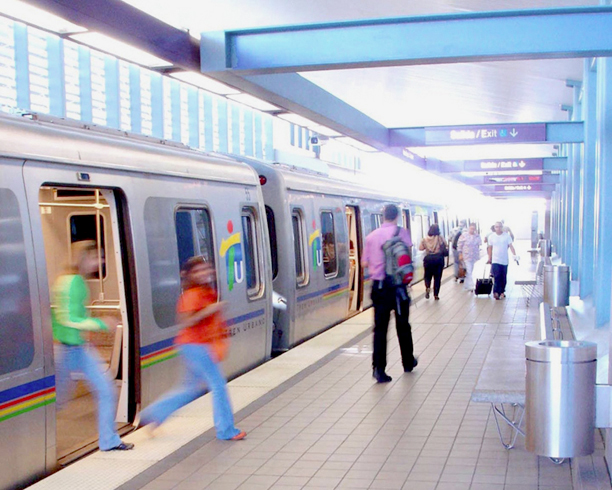
Zug im Bahnhof Roosevelt

Der Tren Urbano von San Juan besteht derzeit aus einer einzigen 17,2 Kilometer langen normalspurigen Strecke und umfasst insgesamt 16 Bahnhöfe. Alle Bahnhöfe sind barrierefrei erreichbar, zwei Bahnhöfe (Rio Pedra und Universidad) sind unterirdisch.
- Bayamón
- Deportivo
- Jardines
- Torrimar
- Martínez Nadal
- Las Lomas
- San Francisco
- Centro Médico
- Cupey
- Carolina (geplant)
- Río Piedras
- Universidad
- Piñero
- Domenech
- Roosevelt
- Hato Rey
- Sagrado Corazón
- San Mateo (geplant)
- Minillas (geplant)

### Fahrkarten
Eine Einzelfahrkarte kostet 0,89 $ und umfasst zusätzlich die Umsteigemöglichkeit in einen AMA-Bus für zwei Stunden. Schüler, Studenten und Senioren (60 bis 74 Jahre) erhalten eine Ermäßigung und zahlen 0,35 $ pro Fahrt. Senioren über 75 Jahre sowie Kinder unter 6 Jahren fahren gratis. Des Weiteren sind verschiedene Dauerkarten erhältlich, zudem können Fahrten mit einer wiederaufladbaren Magnetstreifenkarte ähnlich der MTA in New York City bezahlt werden.

### Fahrzeuge
Zur Betriebseröffnung lieferte die Siemens AG 74 Fahrzeuge, jedes 23 Meter lang. Jeder Waggon ist klimatisiert und umfasst 72 Sitz- und 108 Stehplätze. Die Züge haben eine Höchstgeschwindigkeit von 100 km/h, die Reisegeschwindigkeit beträgt etwa 33,2 km/h. Die Fahrzeuge verkehren als Doppeltriebwagen und üblicherweise in Dreifachtraktion. In der Hauptverkehrszeit werden 15 Züge für den Betrieb benötigt. Die Züge werden elektrisch mit 750 Volt Gleichstrom betrieben, wobei die Stromzufuhr über eine Stromschiene erfolgt.

## Geschichte

### Vorherige Schienenverkehrsmittel

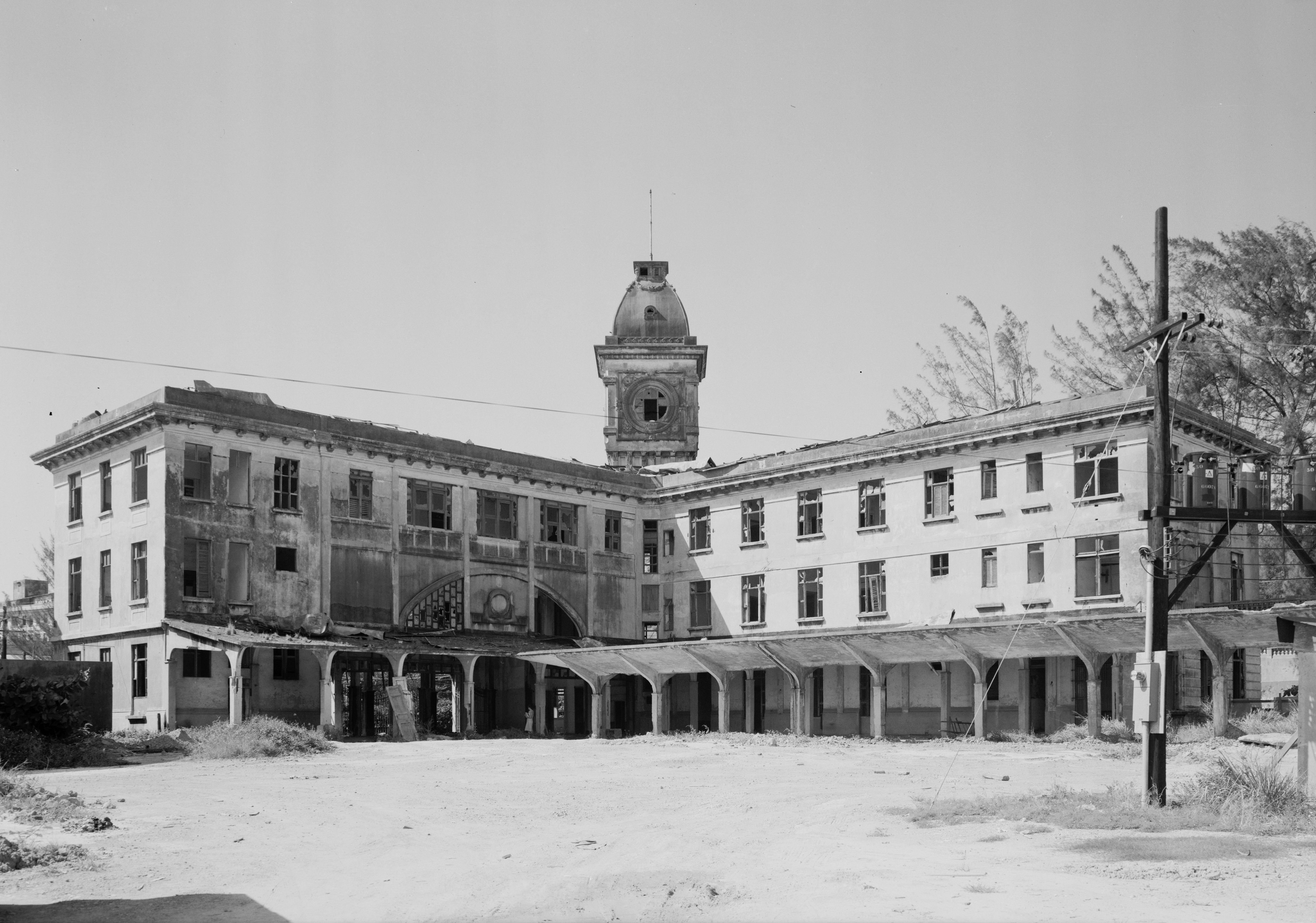
Früher Kopfbahnhof von San Juan

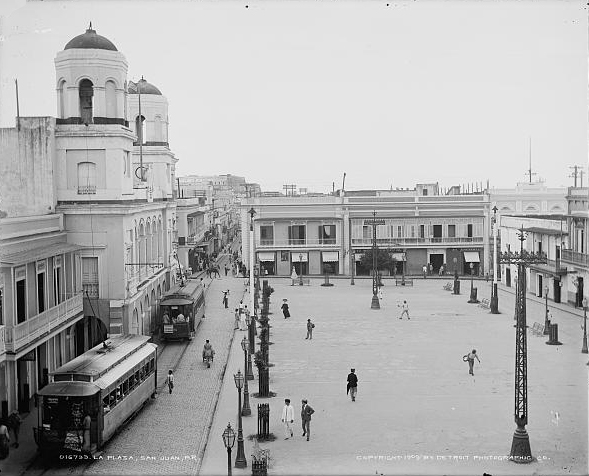
Straßenbahn vor dem Rathaus von San Juan im Jahr 1902

Im späten 19. Jahrhundert, als Puerto Rico unter spanischen Herrschaft stand, entstand die erste Eisenbahnstrecke auf der Insel, die hauptsächlich an der Küste entlangführte. Die Eisenbahn spielte auch in der ersten Hälfte des 20. Jahrhunderts eine große Rolle, besonders beim Zuckerrohr-Anbau. Zudem gab es zwischen 1901 und 1946 ein Straßenbahnnetz namens Trolley de San Juan, betrieben durch die Porto Rico Railway, Light and Power Company. Das Netz hatte eine Länge von etwa 32 Kilometern zwischen San Juan und Santurce und beförderte etwa zehn Millionen Fahrgäste pro Jahr.
In den fünfziger Jahren gab es durch die Operation Bootstrap einen großen Industrieboom auf der Insel und die Zuckerrohrwirtschaft verlor ihren Status als wichtigster Wirtschaftszweig der Insel. Durch steigenden Wohlstand und eine zunehmende Industrialisierung nahm auch die Automobilisierung der Bevölkerung stark zu, sodass Eisenbahnstrecken als nicht mehr notwendig erachtet wurden. Erst gegen Ende des 20. Jahrhunderts wurde ersichtlich, dass zur Erschließung und Behebung der Verkehrsprobleme der Insel und vor allem der Hauptstadt San Juan neben dem Bussystem auch ein Schienenverkehrsmittel vonnöten ist.

### Planungen und Bau
1967 gab es erste Vorschläge für ein Schnellbahnsystem in der puerto-ricanischen Hauptstadt. Doch erst 1989 ging das Puerto Rico Department of Transportation and Public Works die Pläne konkreter an. Im Rahmen des Intermodal Surface Transportation Efficiency Act von 1991 wählte die US-amerikanische Federal Transit Administration das Bauprojekt als Turnkey Demonstration Project – Bau und Wartung sollten von einem einzigen Unternehmen und Konsortium erfolgen. Die Ausschreibung gewannen die Partner Siemens AG und Alternate Concepts, Inc. im Juli 1996, wobei zahlreiche Unternehmen dem Konzern dabei als Zulieferer dienten. Dies war das erste derartige Wettbewerbsverfahren, das sowohl Bau als auch Wartung umfasste, in Nordamerika.
Der Bau der Schnellbahn begann 1997 und war geprägt durch zahlreiche Verzögerungen, Vertragsstreitigkeiten zwischen Regierung und den Unternehmen, sowie staatsanwaltlichen Untersuchungen wegen möglichen Missmanagements. Die Baukosten beliefen sich auf insgesamt 2,28 Milliarden US-Dollar.

### Eröffnung
Die Schnellbahn von San Juan ging am 19. Dezember 2004 offiziell in Betrieb. Ab Eröffnung waren Wochenendfahrten bis April 2005 gratis, darauf auch werktags. Bis zum Ende der Gratis-Fahrten im Juni 2005 benutzten jeden Tag über 40.000 Fahrgästen das Schnellbahnsystem. Am 6. Juni 2005 begann der kommerzielle Betrieb, daraufhin fielen die Fahrgastzahlen auf etwa 24.000 Fahrgäste pro Tag, weniger als ein Drittel der prognostizierten 80.000 pro Tag. 2006 benutzen werktags etwa 28.000 Fahrgäste den Tren Urbano, 2007 etwa 27.500, 2008 etwa 36.500 pro Werktag. Da die weiteren Fahrgastzahlen die Regierung nicht zufriedenstellte, senkte sie die Fahrpreise von 1,50 $ auf 0,75 $.